# Alberto Agostini (militare)
Alberto Agostini (Rosignano Marittimo, 10 giugno 1911 – Lechemti, 27 giugno 1936) è stato un militare e aviatore italiano insignito della medaglia d'oro al valor militare nel corso della guerra d'Etiopia.

## Biografia
Nacque a Rosignano Marittimo il 10 giugno 1911. Arruolatosi volontario nella Regia Aeronautica nel gennaio 1932, dopo avere frequentato il corso per allievo motorista presso la Scuola specialisti aviatori di Capua, veniva assegnato alla 7ª Squadriglia del 14º Stormo Bombardamento Terrestre nel novembre dello stesso anno. Promosso aviere scelto motorista nel febbraio 1933 e primo aviere due anni dopo, alla fine del 1935 partiva col suo stormo mobilitato per l'Africa orientale sbarcando a Massaua, in Eritrea, il 17 dicembre, destinato dapprima all'aeroporto dell'Asmara e poi a quello di Axum. 
Il 26 giugno 1936 partecipò alla spedizione aerea di Vincenzo Magliocco e Antonio Locatelli perita nell'eccidio di Lechemti. Fu decorato con la medaglia d'oro al valor militare alla memoria.